# Équipe d'Angleterre de beach soccer
L'équipe d'Angleterre de beach soccer est une sélection qui réunit les meilleurs joueurs anglais dans cette discipline.

## Histoire

### Dates importantes
- 1995 : Premier match officiel lors du championnat du monde, défaite 3-2 face à l'Argentine
- 2001 : Participation à l'Euro Beach Soccer League. L'Angleterre organise une étape à Londres et termine 6e sur 8 nations à la fin de la saison.
- 2005 : John Hawkins réorganise le Beach Soccer anglais
- 2008 : Création du premier championnat national anglais : The Nuts Beach Soccer Tour
- 2010 : L'Angleterre accède à sa première finale de promotion de l'EBSL
- 2013 : Officialisation d'un partenariat entre Promotions Beach Ltd (BP) et English Beach Soccer (EBS) jusqu'en 2018

### Découvertes difficiles (1995-2004)
Nous sommes au début de l'année 1995 et la première édition du championnat du monde. Sur la plage de Copacabana à Rio de Janeiro, 8 nations répondent à l'invitation sud-américaine dont la sélection anglaise. Un bilan satisfaisant avec une place sur la 3e marche du podium à la fin du tournoi. Des résultats laissant espérer un avenir serein au Beach Soccer anglais.
Lorsqu'en 1998 tous les promoteurs du beach soccer européen se réunissent pour créer l'Euro Pro Beach Soccer League (EPBSL) avec pour réel volonté de développer et professionnaliser la discipline sur le vieux continent, l'Angleterre n'est pas au rendez-vous. Mais qu'importe, la nation viendra 3 ans plus tard participer à l'édition 2001 en accueillant la première étape du groupe A sur ses installations du Hyde Park à Londres. Avec l'aide de PFA et Octagon Sports Company, qui l'aide dans sa gestion et son organisation, elle rend un bilan de 7 défaites pour une seule victoire face à la Suisse, et termine 3e du groupe bien loin derrière l'Espagne et la France.
L'année suivante Octagon Sports Company poursuit seul le développement et permet à l'Angleterre d'accroître son expérience (4 victoires et 8 défaites). En 2003 et 2004 aucune victoire à se mettre sous la dent. Les quatre premières années sont difficiles et pour continuer à exister dans le paysage de cette discipline très prenante financièrement, il va falloir véritablement changer de stratégie.

### Construction (depuis 2005)

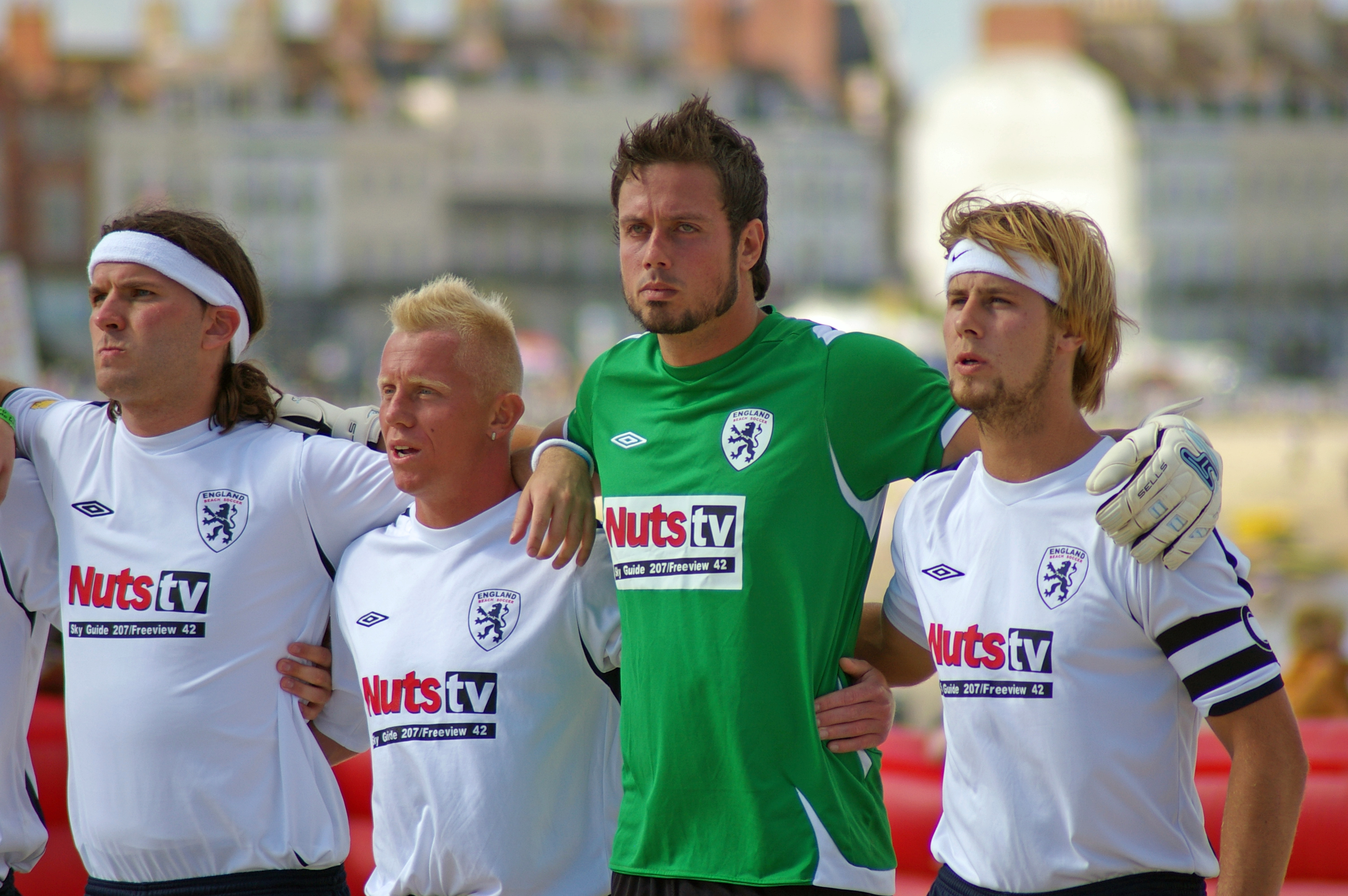
4 joueurs de l'équipe d'Angleterre en 2008.

Et c'est en 2005 sous l'impulsion de son nouveau président, John Hawkins, que la situation du Beach Soccer anglais va prendre une tout autre dimension. La saveur des succès face à la Grèce, la Pologne et la Hongrie viennent adoucir les papilles britanniques. L'engouement pour la pratique se fait de plus en plus sentir sur l'île.
Les premières répercussions du travail entrepris dans le développement de la discipline se sont fait sentir en 2009. Lors du tournoi qualificatif à la coupe du monde de la FIFA, l'Angleterre passe le premier tour. Dans un groupe de trois avec la Russie et Andorre, les Anglais montrent un visage intéressant avec une victoire 3-2 face aux andorrans et une défaite 7-4 face à la Russie.
Durant la saison 2010, l'équipe nationale parvient à atteindre la finale de promotion du Championnat d'Europe en remplaçant la République tchèque, le rêve de prétendre à une accession en division A, l'élite du beach soccer européen, est alors permis. Mais le miracle n'a pas lieu à cause d'une défaite face à la France (10-4) et une autre face la Hongrie (5-3).

## Équipe féminine
Le mercredi 22 août 2012, l'équipe d’Angleterre de beach soccer féminine, entrainée par Perry Northeast, joue son premier match en amical contre une sélection de l'île de Wight dirigée elle par Mark Mitchell, ancien international anglais de beach soccer. Les Anglaises s'imposent 8-2.
Quelques joueuses anglaises de ce match :
- Gemma Hillier
- Kirsty McGee
- Jenna Fowlie
- Kim Stenning (Brighton & Hove Albion)
- Shelly Cox (Bristol Academy)
- Leeta Rutherford
- Jenna Fowlie

## Palmarès

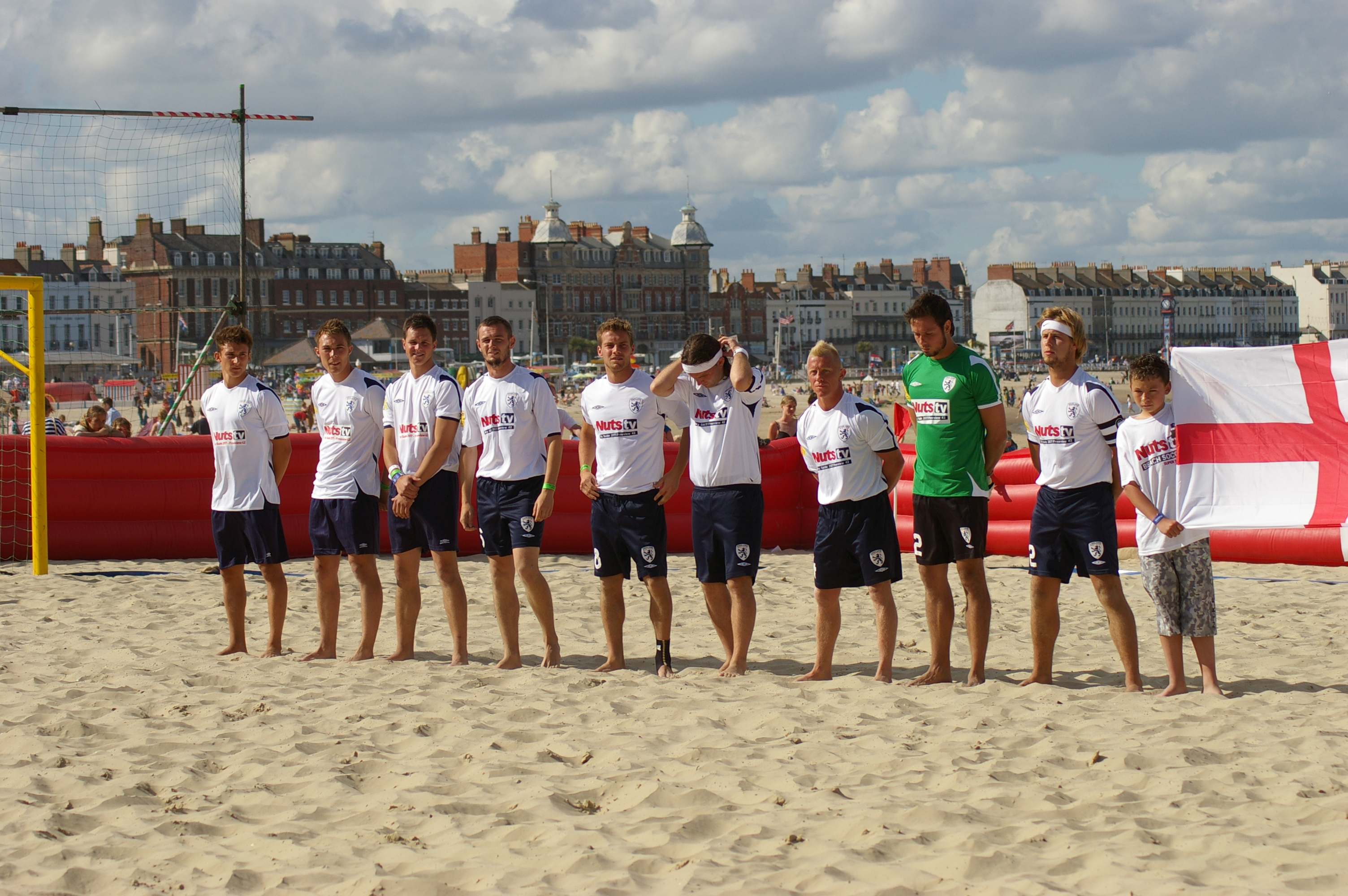
Équipe d'Angleterre en 2008.

- Coupe du monde
  - 3e en 1995

- Euro Beach Soccer League
  - 3e en 2002

## Effectif 2010
Sources, :
| N° | Nat. | Poste | Nom du joueur      |
| -- | ---- | ----- | ------------------ |
| 1  |      | G     | Andrew Grainger () |
| 2  |      | D     | Steve Black        |
| 3  |      | D     | Jamie O'Rourke     |
| 5  |      | D     | Terry Bowes        |
| 7  |      | D     | Gary Funnell       |
| 8  |      | A     | Mathew Evans       |

| No. | Nat. | Position | Nom du joueur    |
| --- | ---- | -------- | ---------------- |
| 9   |      | A        | Dean Blake       |
| 12  |      | G        | Sam Webb         |
| 13  |      | G        | GP Giancovich    |
| 14  |      | A        | Richard Sprooles |
| 15  |      | A        | Chad Gould       |
| 16  |      | A        | Mark Mitchell    |